# Olivia Langdon Clemens
 (juin 2020).
Si vous disposez d'ouvrages ou d'articles de référence ou si vous connaissez des sites web de qualité traitant du thème abordé ici, merci de compléter l'article en donnant les références utiles à sa vérifiabilité et en les liant à la section « Notes et références ».
Olivia Langdon Clemens (1845-1904), est l'épouse de Samuel Langhorne Clemens, plus connu sous le pseudonyme de Mark Twain.

## Enfance et adolescence
Olivia Langdon naît le 27 novembre 1845 à Elmira (New York) de Olivia Lewis Langdon et Jervis Langdon, un riche entrepreneur dans le domaine du charbon. Elle passe son enfance dans une famille abolitionniste et très religieuse, poursuivant une éducation partagée entre des cours à domicile, le Thurston's Female Seminary et le Elmira Female College. Sa santé est considérée comme fragile et elle passe plusieurs années de son adolescence avec de graves problèmes de santé, souffrant probablement de la tuberculose ou du mal de Pott.

## Mariage
Mark Twain découvre son visage pour la première fois[source insuffisante] dans une miniature en ivoire dans la cabine de son frère à bord du Quaker City, voyage durant lequel il écrivit Le Voyage des innocents . Ils se rencontrent ensuite pour la première fois lors d'une lecture de Charles Dickens en décembre 1867. Mark Twain rend ensuite visite aux Langdon et moins de deux semaines plus tard lui fait sa demande en mariage, qu'elle rejette d'abord. Ils ne se fiancent que l'année suivante après un échange d'une centaines de lettres[source insuffisante]. Elle a par la suite une certaine influence sur son mari - "Livy désapprouvait l'alcool, le tabac, les manières occidentales et même les humoristes, et il l'a courtisée en lui offrant, en toute sincérité, d'adapter son caractère et ses habitudes pour répondre à ses désirs. Pendant quelque temps, il s'est approché de l'orthodoxie religieuse, a prié et est allé à l'église..."(Kaplan 82[Quoi ?]).
Néanmoins, l'influence morale et l'expérience littéraire d'Olivia ont joué un grand rôle dans la popularité des œuvres de Mark Twain. Grâce à son aide, son œuvre est devenue plus accessible à un public féminin, un atout pour être écrivain populaire de son temps. "Je n'ai écrit un mot sérieux qu'après avoir épousé Mme Clemens. Elle est seule responsable - à elle devrait en être le mérite - de toute influence que mon travail ultérieur devrait exercer. Après mon mariage, elle a édité tout ce que j'ai écrit "(Trombley 168[Quoi ?]).
Ils ont ensemble quatre enfants : un fils, Langdon qui meurt à l'âge de 18 mois en 1872, puis trois filles, Olivia Susan (surnommée "Susy") née en 1872, Clara née en 1874, et Jean (surnommée "Jane") née en 1880.
Le couple voyage beaucoup en Europe pour des lectures publiques de Mark Twain et vit en Suisse, en Autriche, en Angleterre jusqu'en 1902. Ils vivent également en Suède, en Allemagne et en France puis reviennent ensuite vivre aux États-Unis, dans l'État de New-York. La santé fragile d'Olivia, sur les conseils d'un docteur, les pousse à déménager dans une villa autour de Florence en 1903.

## Fin de vie
Olivia décède en Italie le 5 juin 1904. Ses cendres sont enterrées au Woodlawn Cemetery d'Elmira. Mark Twain, dévasté par sa mort, meurt en 1910 et sera enterré à ses côtés.

## Engagement
Olivia est un bastion de force morale et intellectuelle. Elle a été élevée dans un environnement stimulant, constamment exposée à certains des problèmes et aux personnes les plus passionnantes de son époque, telle qu'Anna Elizabeth Dickinson. Elle s'est forgée une identité de réformiste - engagée dans des causes telles que la tempérance, l'abolition et le suffrage des femmes[réf. nécessaire].